# Andrej Makovejev
Andrej Aleksandrovitsj Makovejev (Russisch: Андрей Александрович Маковеев) (Tobolsk, 16 oktober 1982) is een Russische biatleet.

## Carrière
Makovejev maakte zijn wereldbekerdebuut in januari 2005 in Antholz. In maart 2006 scoorde hij in Kontiolahti zijn eerste wereldbekerpunten, een week later behaalde hij in Holmenkollen zijn eerste toptienklassering. Tijdens de wereldbekerfinale van het seizoen 2006/2007 in Chanty-Mansiejsk stond de Rus voor de eerste keer in zijn carrière op het podium van een wereldbekerwedstrijd. In Pyeongchang nam Makovejev deel aan de wereldkampioenschappen biatlon 2009, zijn beste prestatie op dit toernooi was een zeventiende plaats op de 12,5 kilometer achtervolging.
Op de wereldkampioenschappen biatlon 2011 in Chanty-Mansiejsk eindigde de Rus twee keer in de top tien, hij eindigde als vierde op de 10 kilometer sprint en als zevende op de 15 kilometer massastart. Op 12 januari 2012 boekte Makovejev in Nové Město zijn eerste wereldbekerzege.

## Resultaten

### Wereldkampioenschappen
| Jaar | Plaats           | Resultaten                                                      |
| ---- | ---------------- | --------------------------------------------------------------- |
| 2009 | Pyeongchang      | 24e 10 km sprint 17e 12,5 km achtervolging 24e 15 km massastart |
| 2011 | Chanty-Mansiejsk | 4e 10 km sprint 17e 12,5 km achtervolging 7e 15 km massastart   |

### Wereldbeker
Eindklasseringen
| Seizoen   | Algemeen | Individueel | Sprint | Achtervolging | Massastart |
| --------- | -------- | ----------- | ------ | ------------- | ---------- |
| 2005/2006 | 52e      |             |        |               |            |
| 2006/2007 | 43e      |             |        |               |            |
| 2007/2008 | 20e      |             |        |               |            |
| 2008/2009 | 28e      |             |        |               |            |
| 2010/2011 | 21e      |             |        |               |            |

Wereldbekerzeges
| Nr. | Datum           | Plaats     | Onderdeel         |
| --- | --------------- | ---------- | ----------------- |
| 1.  | 12 januari 2012 | Nové Město | 20 km individueel |